# Вази, Джузеппе
Джузе́ппе Ва́зи (итал. Giuseppe Vasi; 27 августа 1710, Корлеоне, Сицилия — 16 апреля 1782, Рим) — итальянский архитектор, рисовальщик и гравёр, мастер ведуты. Римский учитель выдающегося мастера, рисовальщика и гравёра Джованни Баттиста Пиранези. Джузеппе Вази сформировал жанр «исторической ведуты» древнего Рима, который впоследствии блестяще развил Пиранези в своих офортах.

## Жизнь и творчество

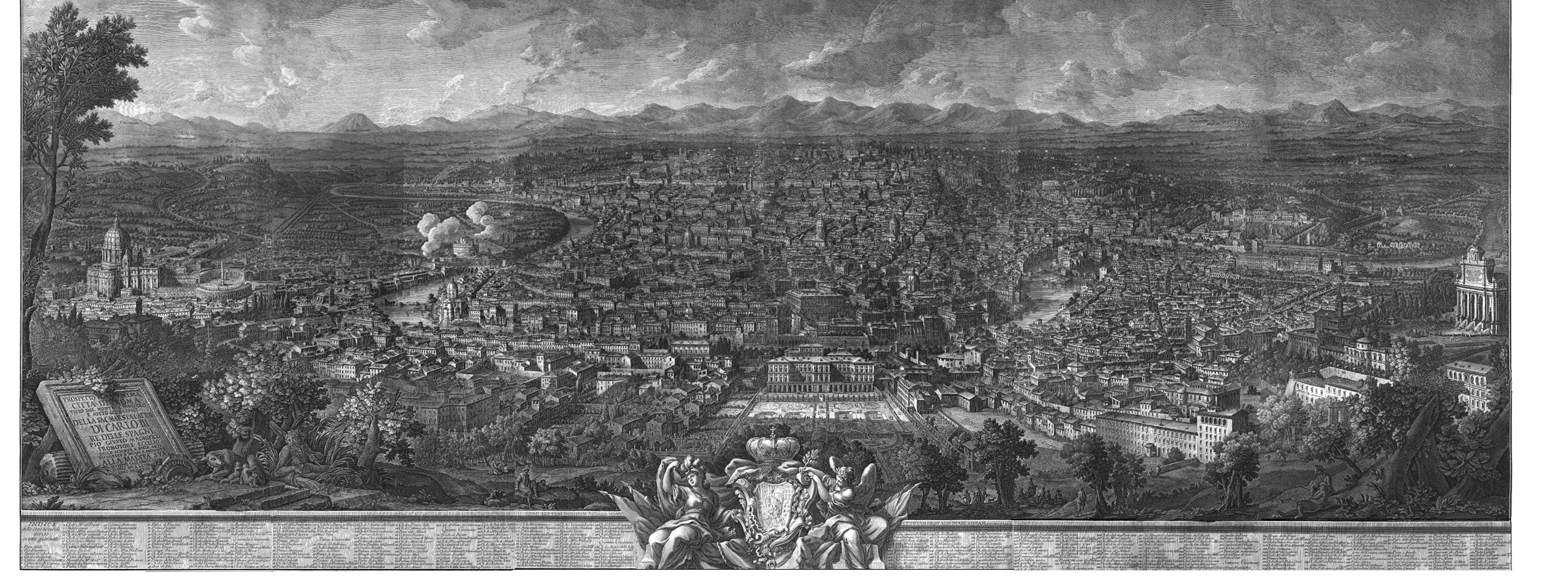
Панорама города Рима. 1765. Офорт

Джузеппе родился в Корлеоне, Сицилия. Около 1736 года переехал в Рим. Рисунок, гравюру и архитектуру Вази изучал в Риме под руководством Себастьяно Конки, Пьера Леоне Гецци и Филиппо Юварра.
После трёхлетнего ученичества он вошёл в круг папы Климента XII и его библиотекаря Джованни Гаэтано Боттари. Это обеспечило ему место гравёра в Кабинете гравюр (Calcografia Camerale) — главном общественном учреждении Рима, основанном папой и занимающимся изготовлением, печатью и распространением гравюр (калькография — устаревшее название резцовой гравюры на меди; греч. χαλκός — медь). Для Кабинета Вази начал создавать виды важных памятников Рима, таких как Сан-Джованни-ин-Латерано, Фонтан Треви и Испанская лестница на Площади Испании.
Позднее Вази начал работать самостоятельно, создавая и продавая гравюры с видами Рима приезжавшим в город туристам, в том числе аристократам Гран-тура (фр. Grand Tour — «большое путешествие»). Первая серия подобных произведений под названием «Виды Рима на Тибре» (Vedute di Roma sul Tevere) была создана около 1743 года, позднее эти гравюры были переработаны для следующей большой серии офортов «Великолепие древнего и современного Рима» (Magnificenze di Roma antica e moderna): десять томов, выпущенных между 1747 и 1761 годами, каждый с двадцатью гравюрами. Сто оригинальных офортных досок были обнаружены на рынке антиквариата и сегодня находятся в Национальном институте графики в Риме. Каждый том этой серии был посвящён определённой теме:
- Том I Le Porte e le Mura di Roma (Ворота и стены Рима). 1747
- Том II Le Piazze principali con obelischi, colonne ed altri ornamenti (Главные площади с обелисками, колоннами и разными украшениями). 1752
- Том III Le Palazzi e le vie più celebri (Дворцы и самые известные улицы). 1754
- Том IV Le Basiliche e Chiese antiche (Базилики и старинные церкви). 1753
- Том V I Ponti e gli edifici sul Tevere (Мосты и здания на берегах Тибра). 1754
- Том VI Le Chiese parrocchiali (Приходские церкви). 1756
- Том VII I Conventi e case dei chierici regolari (Монастыри и дома священнослужителей). 1756
- Том VIII I Monasterj e conservatori di donne (Монастыри и женские обители). 1758
- Том IX I Collegi, Spedali e luoghi pii (Коллегиумы, приюты и святые места). 1759
- Том Х Le Ville e giardini più rimarchevoli (Самые замечательные виллы и сады). 1761

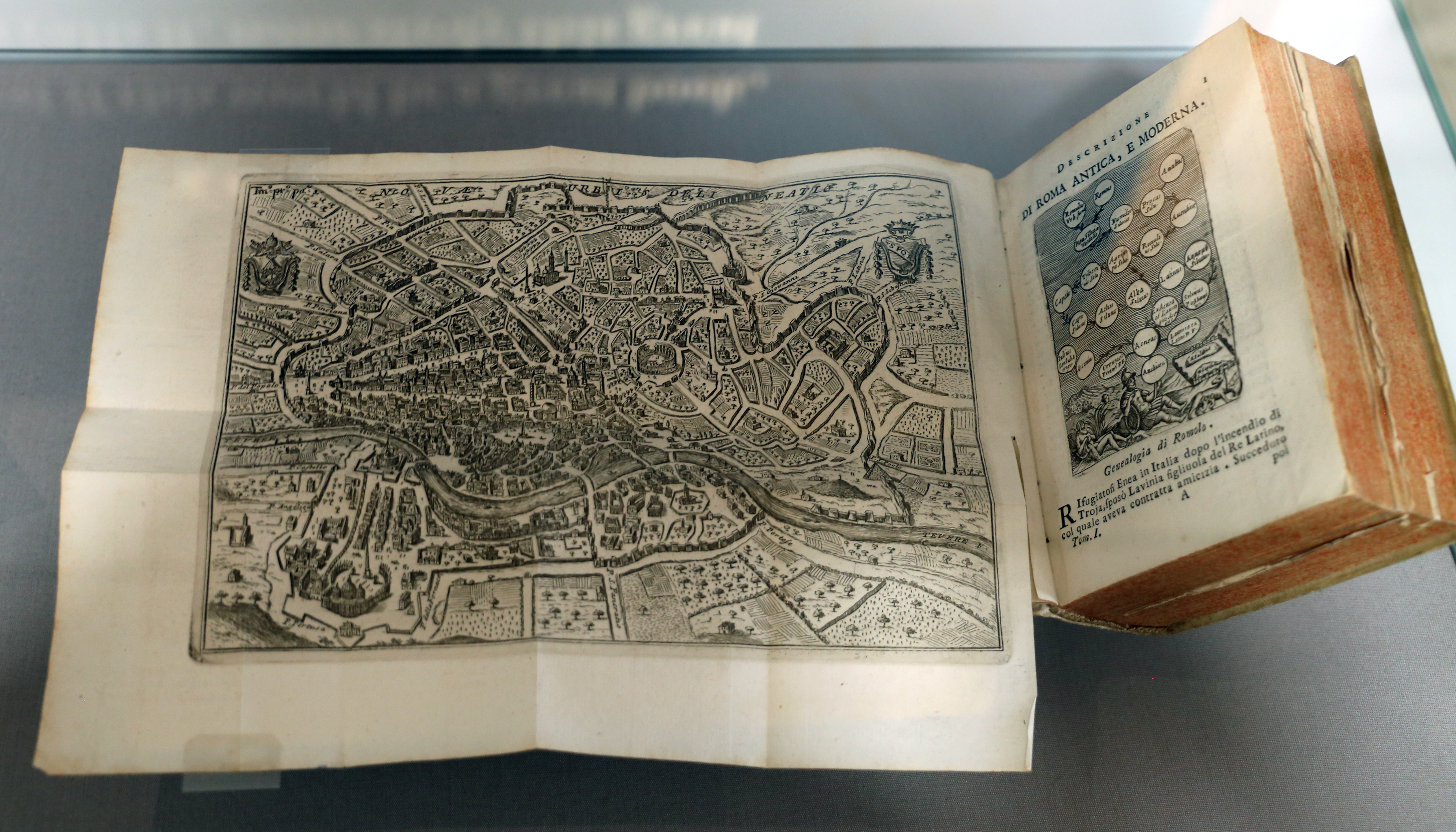
«Поучительный маршрут» (L’Itinerario Istruttivo). Рим, 1773

Первоначальная программа (опубликована в 1940-х годах) предусматривала, что тома «Великолепия древнего и современного Рима» должны быть сопровождены путеводителем и картой. Поэтому закончив «Великолепие», Вази опубликовал «Поучительный маршрут» (L’Itinerario Istruttivo) — путеводитель, разделённый на «восемь дней», которому суждено было иметь большой успех вплоть до середины девятнадцатого века. В дополнение к путеводителю Вази создал большую графическую карту-панораму (Gran Prospetto) города (102,5 x 261,5 см) под названием «Проспект родного города Рима, вид с горы Джаниколо, под покровительством его величества Карла III, короля Испании» (Prospetto d. alma città di Roma visto dal monte Ginicolo e sotto gli auspici della sac. Maestà catto. di Carlo III re delle Spagne, 1765). Панорама представляет собой вид города с высоты птичьего полета. Огромная гравюра напечатана на двенадцати отдельных досках и является самым большим графическим произведением из когда-либо посвященных городу Риму. Центральная часть панорамы окружена четырьмя видами, посвящёнными четырём патриаршим базиликам Рима, а именно Сан-Пьетро в Ватикано, Сан-Джованни-ин-Латерано, Санта-Мария-Маджоре и Сан-Паоло-фуори-ле-Мура.
Важное значение имело творчество Джузеппе Вази не только в качестве художника-гравёра, но и как картографа и писателя. Его основной работой как картографа остаётся гигантская карта Рима, опубликованная в начале 1760-х годов, но задуманная по крайней мере за двадцать лет до этого; Вази является автором текста девяти из десяти книг «Великолепия» (со II по X) и «Поучительного маршрута». Эти издания оказались одним из самых успешных предприятий подобного рода: их перевели на французский, а затем на английский язык, переиздавали вплоть до конца XVIII века.
Джузеппе Вази получил титул графа Палатина (Сonte Palatino) и стал кавалером папского Ордена Золотой шпоры (Ordine dello Speron d’Oro). Он также был членом престижной художественной Академии Святого Луки и литературной Академии Аркадии в Риме.
В последние годы Джузеппе Вази начал страдать от конкуренции со стороны Пиранези. Тем не менее он продолжал заниматься гравированием с помощью своего сына Мариано Вази в своей квартире на первом этаже Палаццо Фарнезе, где он служил при посольстве Королевства Обеих Сицилий в Риме (король Карл III Испанский назначил художника хранителем королевского гардероба (Regio Guardarobiere) с квартирой в Палаццо Фарнезе). Испытывая финансовые затруднения, Вази совмещал работу художника и гравёра с деятельностью торговца произведениями искусства, о чём свидетельствует, среди прочего, опись имущества, составленная в 1782 году, через несколько дней после его смерти.

## Офорты из серии «Великолепие древнего и современного Рима» (Magnificenze di Roma antica e moderna). 1747—1761

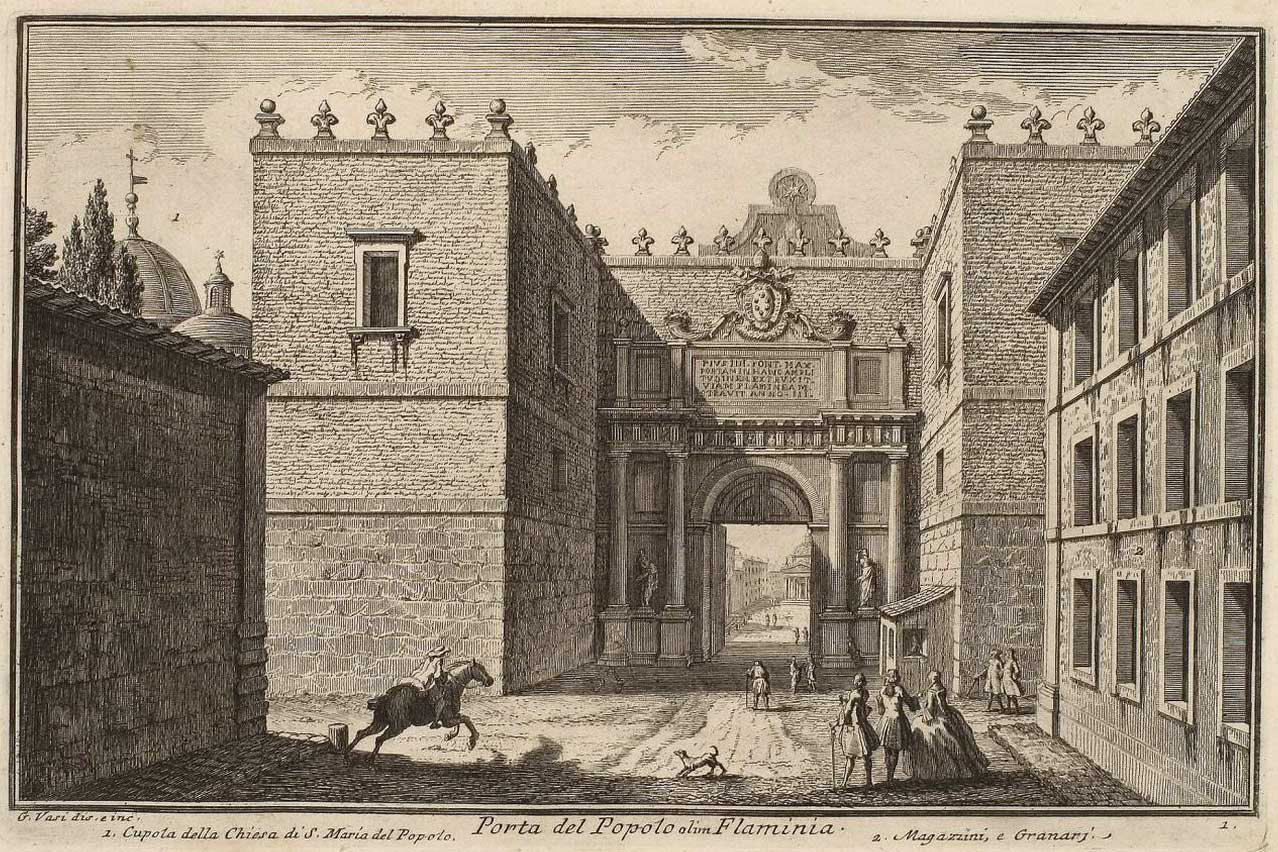
Порта-дель-Пополо (Порта Фламиниа) в Риме
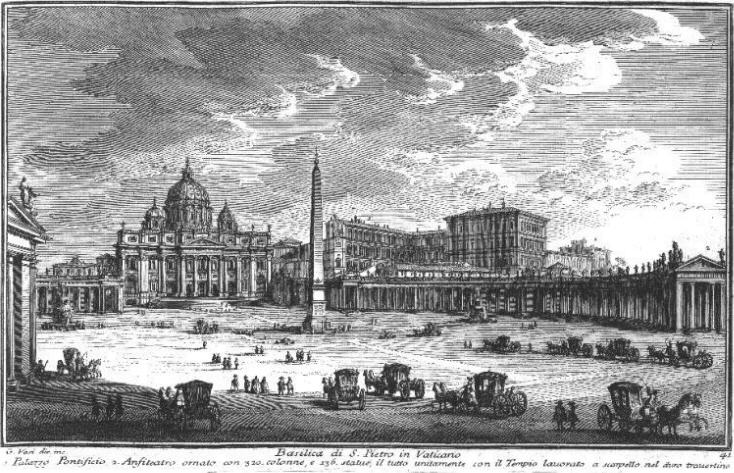
Базилика Святого Петра в Ватикане
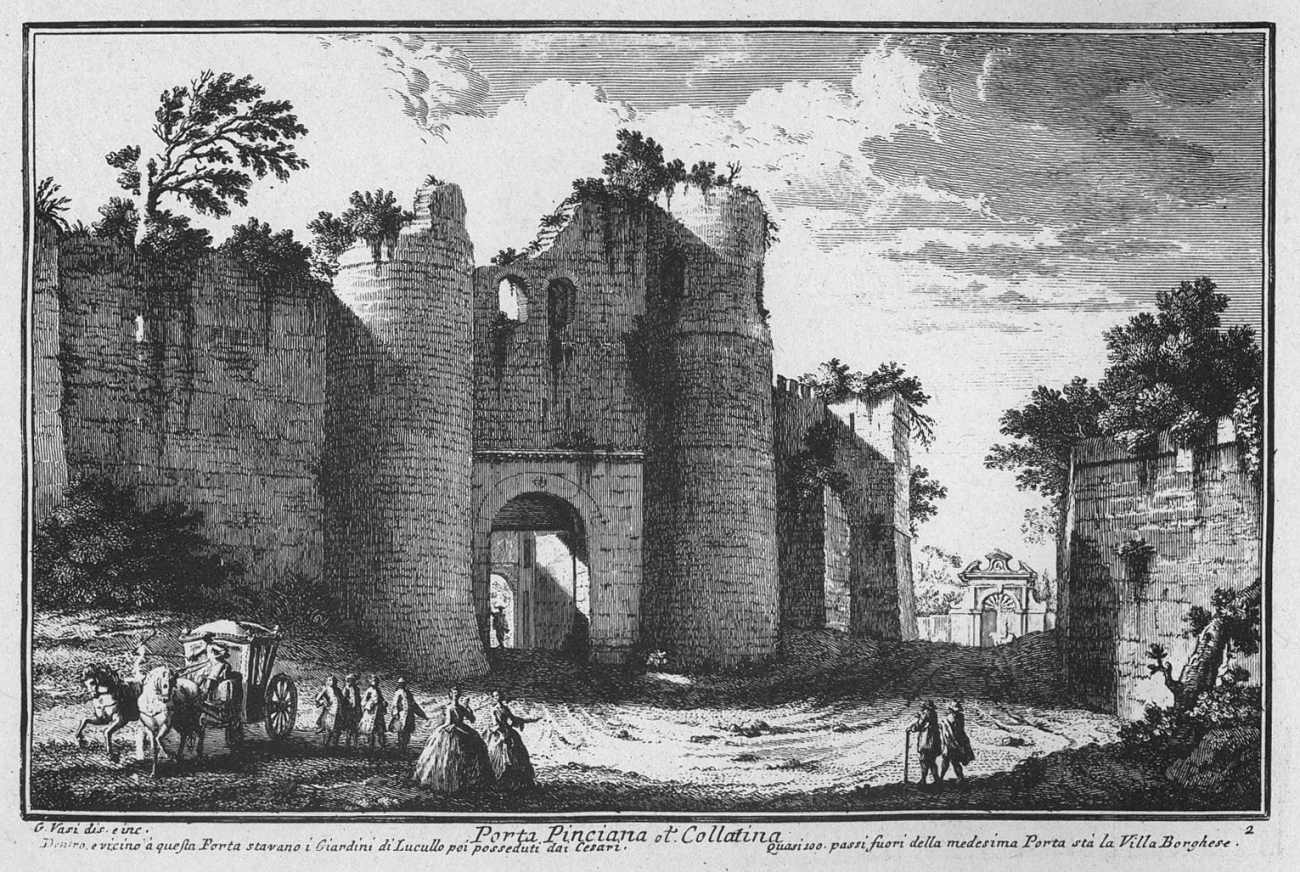
Порта Пинчиана у Виллы Боргезе
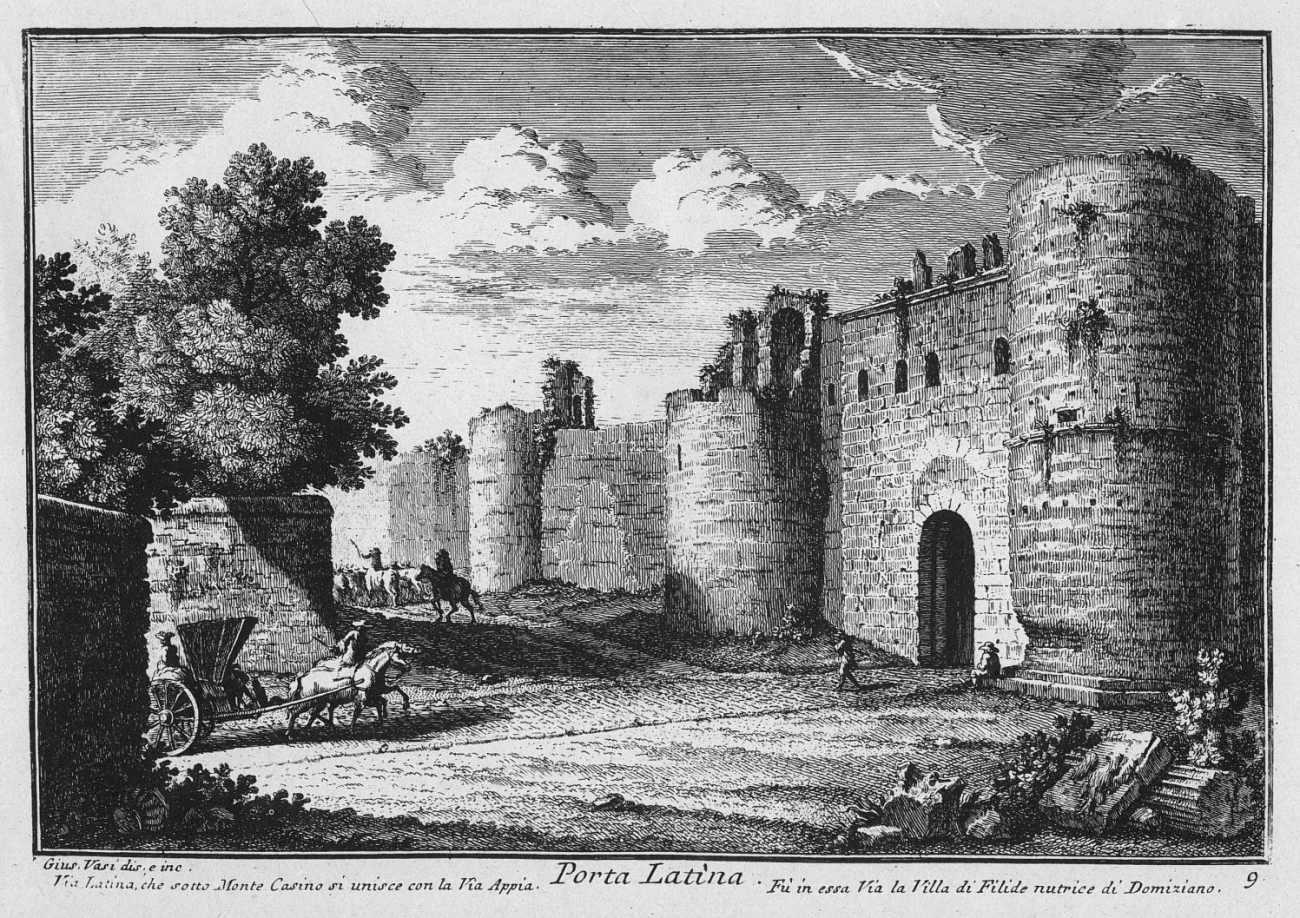
Порта Латина
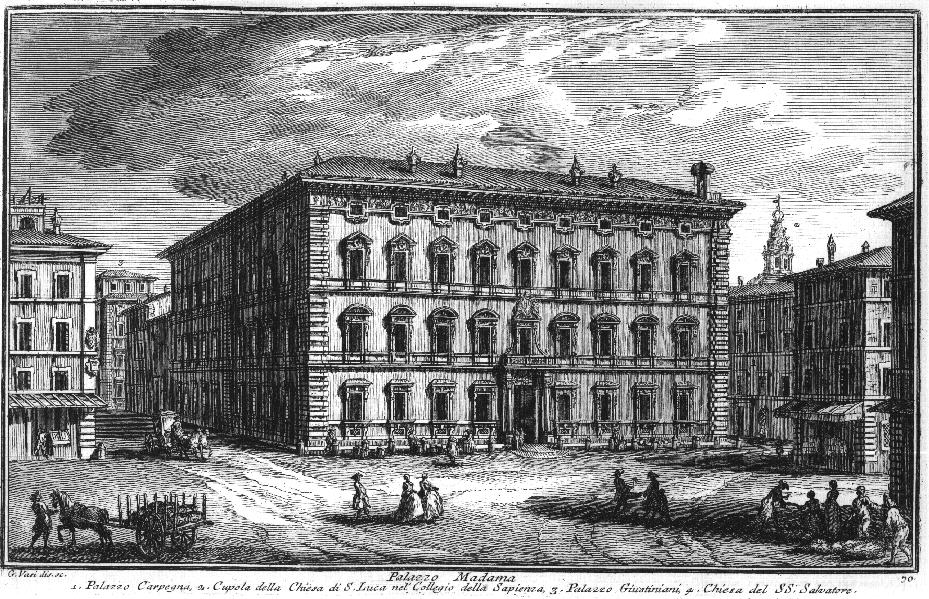
Палаццо Мадама
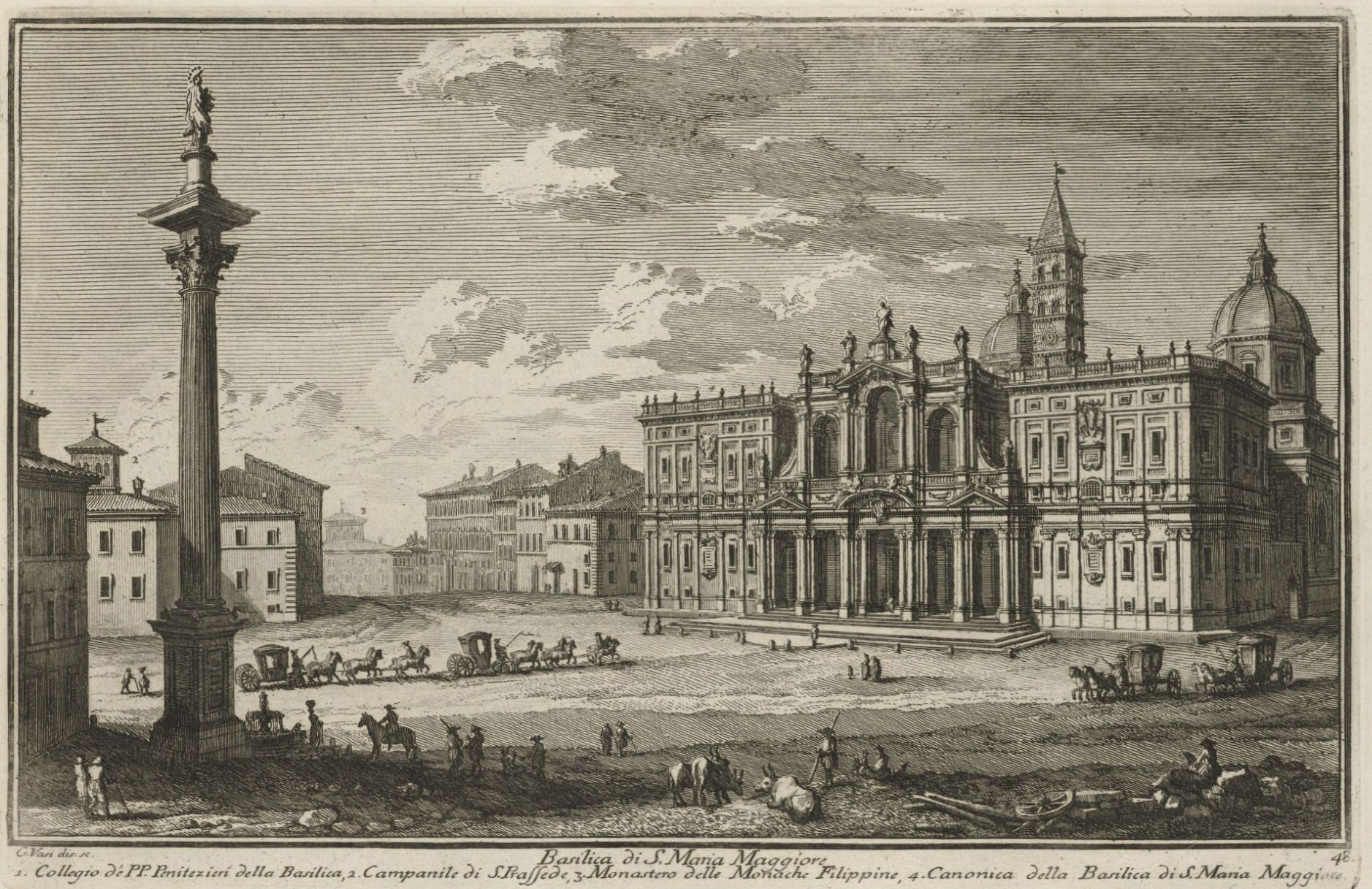
Базилика Санта-Мария-Маджоре
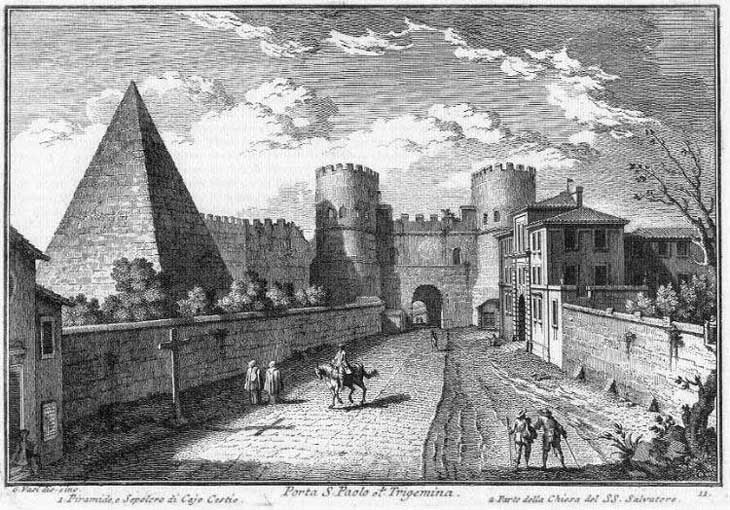
Порта Сан-Паоло и Пирамида Гая Цестия
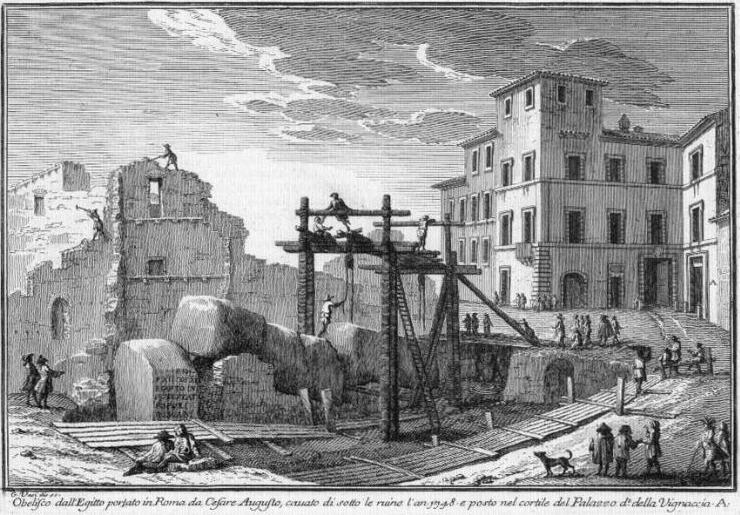
Палаццо Монтечиторио, пьедестал  Колонны Антонина и Палаццо Киджи
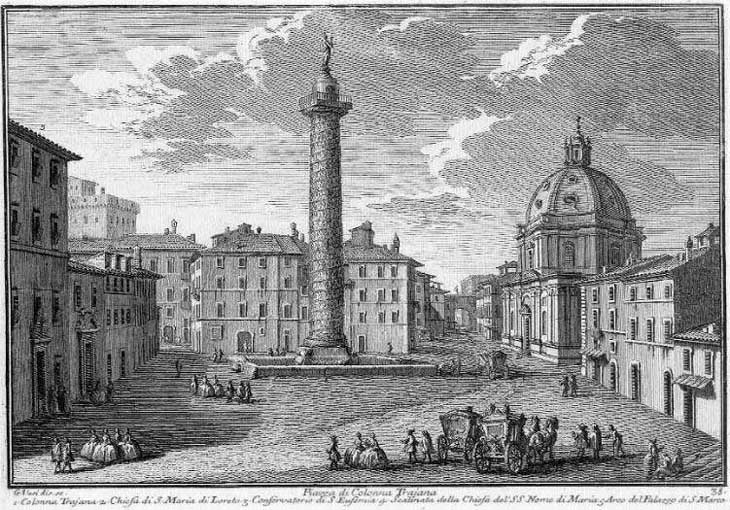
Пьяцца Колонна Траяна
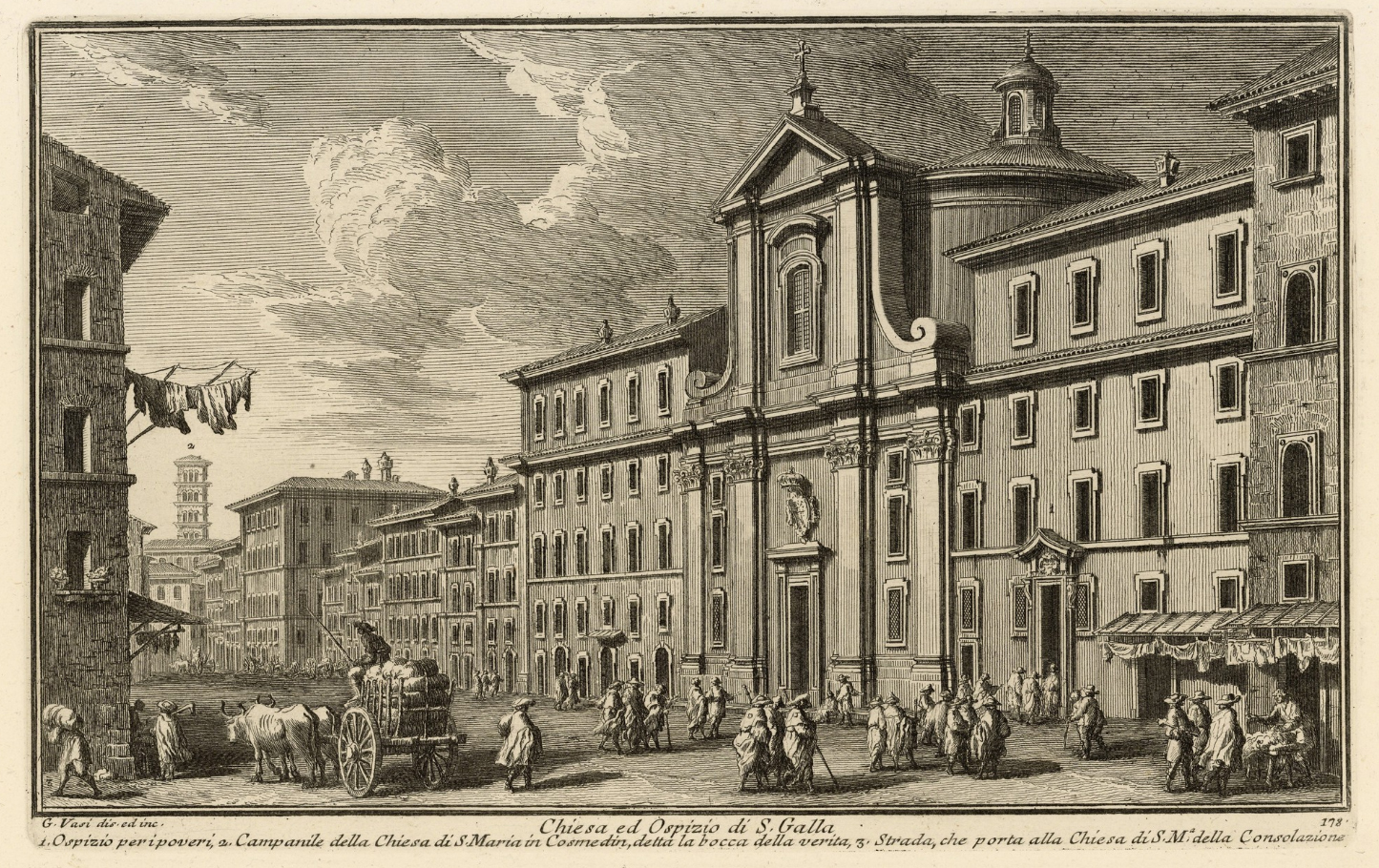
Церковь Оспиция ди Сан-Галла
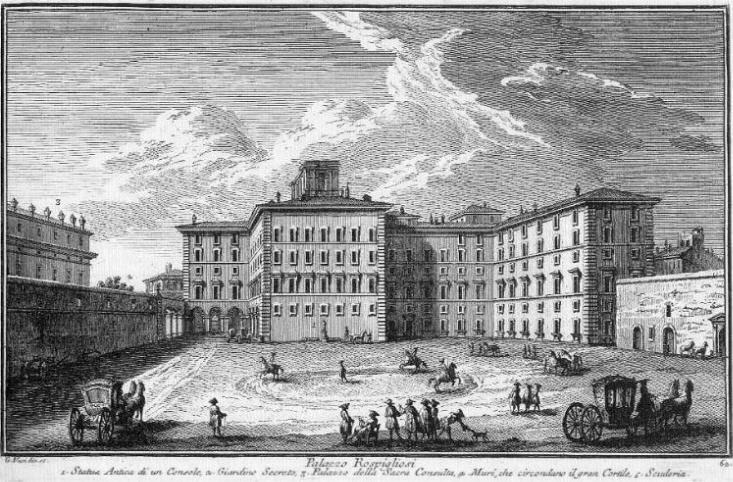
Палаццо Паллавичини-Роспильози
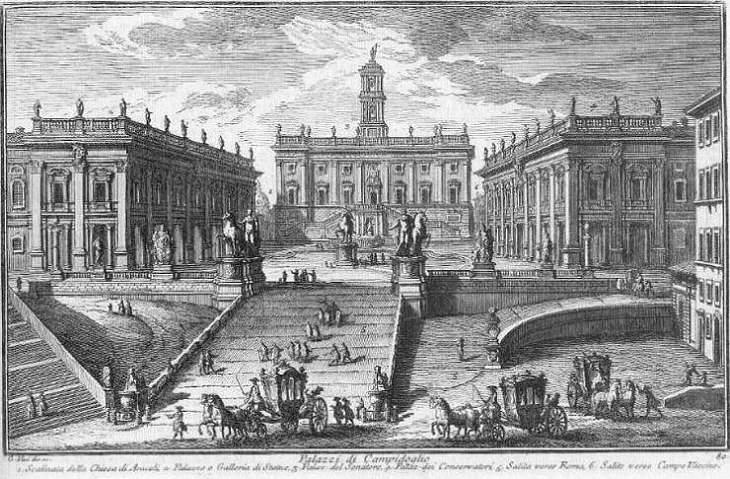
Пьяцца дель Кампидольо
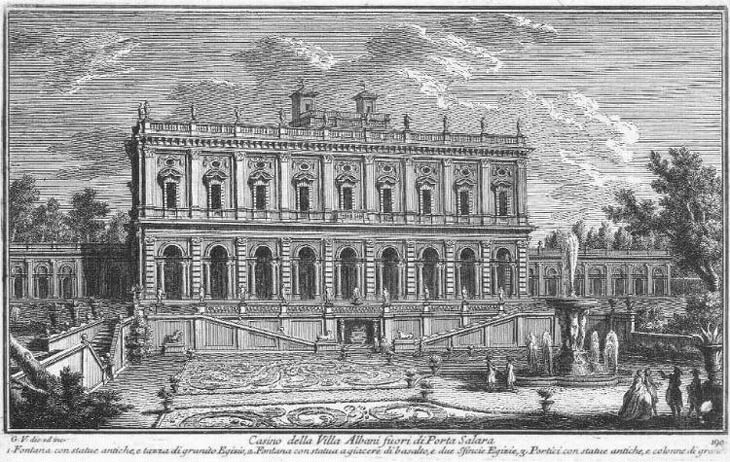
Вилла Альбани